# Hyponeuma arfaki
Hyponeuma arfaki är en fjärilsart som beskrevs av George Thomas Bethune-Baker 1911. Hyponeuma arfaki ingår i släktet Hyponeuma och familjen nattflyn. Inga underarter finns listade i Catalogue of Life.